# Joseph Bader

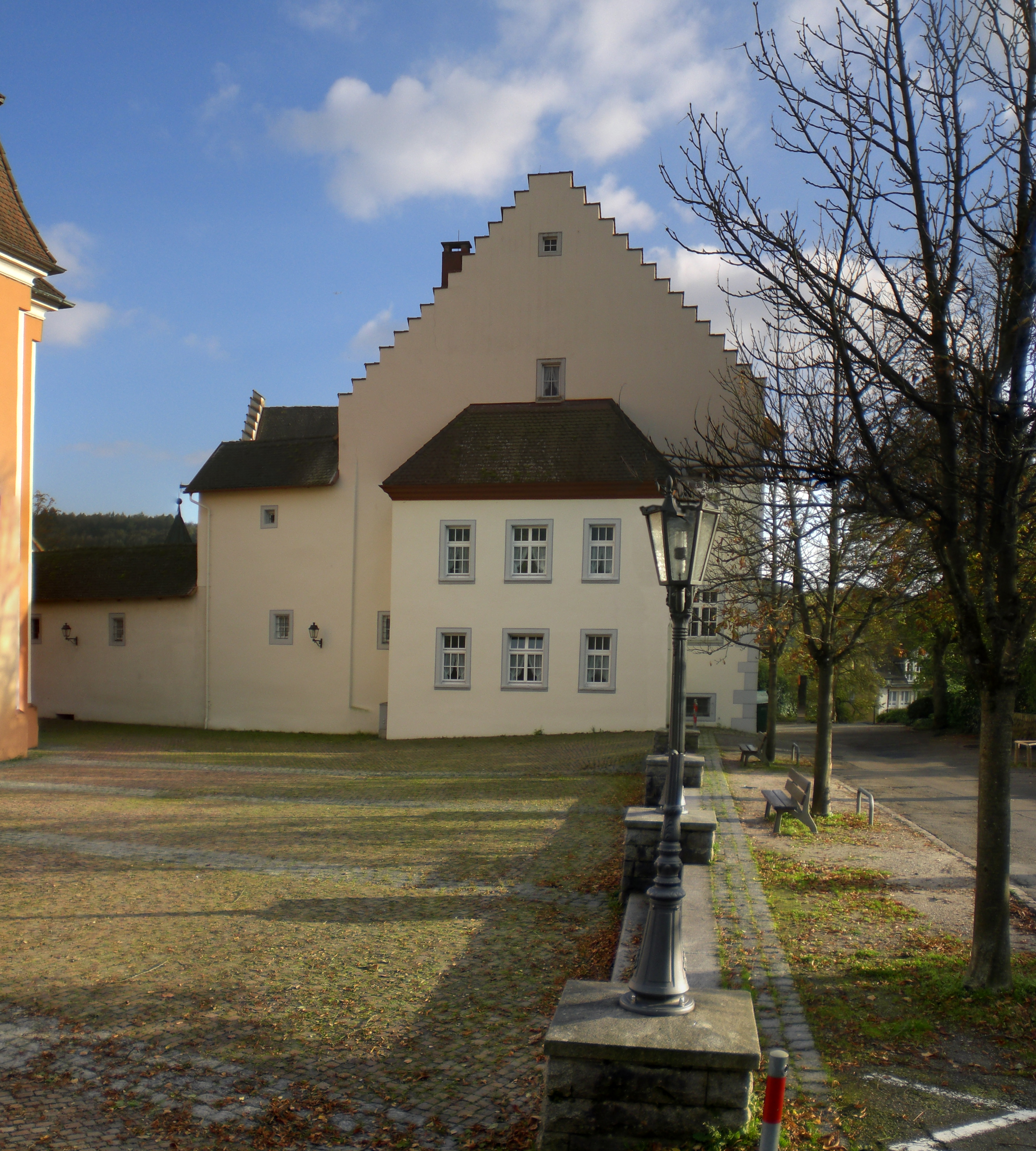
Geburtshaus Baders: Schloss Tiengen, Nordseite

Joseph Bader, auch Josef Bader (* 20. Dezember 1805 im Schloss Tiengen im Klettgau; † 7. Februar 1883 in Freiburg im Breisgau) war ein deutscher Archivar und Historiker, der am Großherzoglich Badischen Landesarchiv in Karlsruhe tätig war.

## Leben
Joseph Bader wurde als Sohn eines gräflich schwarzenbergischen Beamten im alten Schloss derer von Sulz im südlichen Eckzimmer des unteren Stockwerks (lt. Gedenktafel am Schloss) 1805 geboren. Seine Jugendzeit war geprägt von der Umgebung des Schlosses, den alten Gemälden, Büchern und dem umfangreichen Klettgauer Archiv. Er studierte zunächst Theologie in Freiburg, später Rechtswissenschaften, wurde aufgrund der Mitgliedschaft in der Burschenschaft Germania Freiburg relegiert und erhielt eine vierzehntägige Arreststrafe, wie im Schwarzen Buch der Frankfurter Bundeszentralbehörde (Eintrag Nr. 45) vermerkt ist. Derart belehrt wandte er sich seiner eigentlichen Bestimmung zu, der Geschichtsforschung. Trotz schwerer Zeiten für den Studenten erschien bereits 1834 sein erstes größeres Werk: Badische Landesgeschichte. Er wurde Gehilfe im Landesarchiv, erhielt die Doktorwürde der Philosophie, wurde Kanzlist (1842), Assessor (1844) und Archivrat (1854). Seine zahlreichen Arbeiten zur Geschichte erschienen u. a. in der Zeitschrift für die Geschichte des Oberrheins und in der von ihm selbst herausgegebenen Zeitschrift Badenia. Im Jahr 1872 setzte er sich zur Ruhe, siedelte nach dem Tod seiner Gattin nach Freiburg über, wo er 1883 verstarb; er erhielt einen Ehrengrabplatz auf dem Hauptfriedhof Freiburg im Breisgau neben dem Historiker Heinrich Schreiber.

## Ehrungen
- In Tiengen wurde ihm zu Ehren eine Straße benannt.

## Veröffentlichungen
- Badenia oder das badische Land und Volk: eine Zeitschr. zur Verbreitung d. histor., topograph. u. statist. Kenntniß d. Großherzogthums [Hrsg.]: Verein für Badische Ortsbeschreibung, Karlsruhe 1840 
  - Badenia oder das badische Land und Volk, 3 Bände, Magstadt, Reprint
- Altdeutscher Bilder-Saal; Wolfenbüttel, Melchior-Verl., 2006, Nachdr. der Orig.-Ausg. Karlsruhe, Nöldeke, 1844
- Badische Volkssitten und Trachten, Karlsruhe, 1843–1844
  - Nachdruck Trachten und Bräuche in Baden, Freiburg i. Br., Rombach 1977
- Fahrten und Wanderungen im Badnerland, Freiburg im Breisgau, (neu Rombach, 1976)
- Deutsche Frauen-Bilder aus verschiedenen Jahrhunderten, Freiburg i. Br., Herder, 1877
- Fürstabt Martin Gerbert von S. Blasien, Freiburg i. Br., Herder, 1875
- Geschichte der Stadt Freiburg im Breisgau, 2 Bände, Freiburg i. Breisgau